# 石川勝重
石川 勝重（いしかわ かつしげ）は、戦国時代から安土桃山時代にかけての武将。備中石川氏の末裔で、長宗我部氏の家臣。伊予国新居郡高峠城主。

## 概要
伊予の金子文書に、年号がないものの、元亀年間以後のものと思われる文書に石川備中守勝重の名前が見え、石川通昌の子とする説がある。
時期は不明だが、松浦周防守盛に宛行状を発給している。
天正13年（1585年）の天正の陣の際に戦死したという。